# Behauptungen zu UFOs von David Grusch

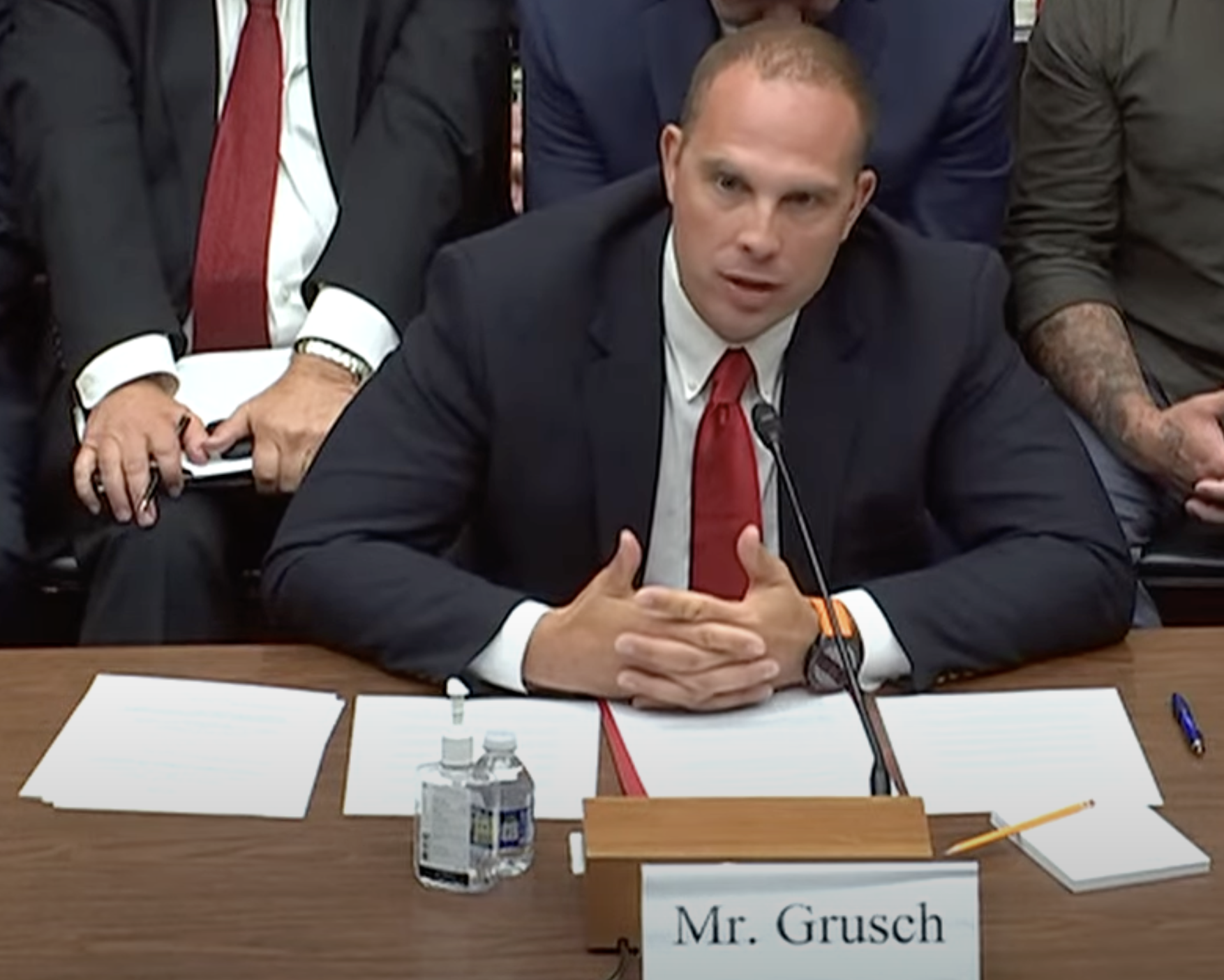
David Grusch in der Anhörung vom 26. Juli 2023 vor dem Untersuchungsausschuss des Kongresses.

Der ehemalige US-Luftwaffenoffizier und -Geheimdienstmitarbeiter David Grusch stellte 2023 Behauptungen zu UFOs auf, die ein weltweites Medienecho auslösten. Er sagte unter anderem im Juli 2023 unter Eid vor einem Untersuchungsausschuss des Kongresses der Vereinigten Staaten aus, die US-Bundesregierung unterhalte seit Jahrzehnten ein streng geheimes UFO-Forschungsprogramm und sei im Besitz von Artefakten nicht-menschlicher Herkunft.

## Karriere Gruschs und Behauptungen zu UFOs
David Charles Grusch (* 1987) war als Offizier der United States Air Force im Afghanistankrieg. Von 2019 bis 2021 trat er als Repräsentant der Unidentified Aerial Phenomena Task Force zur Untersuchung von UFO/UAP-Phänomenen der National Geospatial-Intelligence Agency auf und wirkte von 2021 bis 2022 als stellvertretender Leiter und Repräsentant des National Reconnaissance Office in der Task Force. 2023 war er an der Ausarbeitung des National Defense Authorization Act beteiligt.
2022 reichte Grusch eine Whistleblower-Beschwerde beim US-Office of the Intelligence Community Inspector General (ICIG), Thomas Monheim, ein, um seine Pläne zur Weitergabe von geheimen Informationen an das United States Senate Select Committee on Intelligence zu unterstützen. Er reichte auch eine Beschwerde ein, in der er behauptete, dass seine Vorgesetzten ihn wegen einer ähnlichen Beschwerde, die er 2021 eingereicht hatte, repressiv behandelt hätten. Im Juli 2022 kam der ICIG zu dem Ergebnis, dass die Beschwerde „glaubhaft“ und „eilig“ sei.
Im Juni 2023 machte Grusch seine vermeintlichen Enthüllungen in einem Artikel der Journalisten Leslie Keane und Ralph Blumenthal auf der Internetseite The Debrief publik. Hierbei behauptete er, sowohl dem US-Kongress als auch dem ICIG ausführliche Informationen zu einem geheimen Programm weitergegeben zu haben, welches die Rückwärtsanalyse („reverse engineering“) von nicht-menschlichen Raumschiffen zum Gegenstand habe. Dabei benennt der Artikel den im Ruhestand befindlichen Army Colonel Karl E. Nell als Referenzperson, die seine Behauptung zur Präsenz einer nicht-menschlichen Intelligenz („non-human intelligence“) unterstützte. Eine Woche später gab Grusch ein Fernsehinterview für den US-amerikanischen Kabelsender NewsNation. In einem weiteren Interview mit der französischen Tageszeitung Le Parisien wiederholte er seine Behauptungen in den wesentlichen Punkten. Demnach hätten ihm US-Beamte, deren Identität er nicht offenlegte, gesagt, dass die US-Bundesregierung ein streng geheimes UFO-Rettungsprogramm unterhalte und im Besitz von „nicht-menschlichen Raumschiffen und Biologika (Piloten)“ sei.
Später wurde bekannt, dass Grusch in den Jahren 2014 und 2018 aufgrund einer Posttraumatischen Belastungsstörung, die Folge seines Kriegseinsatzes war, unter Depressionen und Alkoholabhängigkeit gelitten habe, dabei Selbstmordabsichten verlautet hatte und auch in eine psychiatrische Heilanstalt eingewiesen wurde und dort deshalb behandelt wurde. Diese Vorgänge bestätigte Grusch bei weiteren öffentlichen Auftritten, unter anderem bei seinem ausführlichen Interview in dem von Joe Rogan ausgestrahlten Podcast „The Joe Rogan Experience“. Bei seinen Aussagen wies Grusch auf seine Sicherheitsfreigaben und seinen Zugang zu vertraulichen Informationen hin.

## Untersuchungsausschuss des Kongresses der Vereinigten Staaten
Als Reaktion auf Gruschs Behauptungen sagte der Abgeordnete Mike Turner, Vorsitzender des Ständigen Geheimdienstausschusses des Repräsentantenhauses: „Seit Jahrzehnten gibt es Behauptungen, die Vereinigten Staaten hätten solche nicht identifizierten Flugobjekte mit Ursprung aus dem Weltraum in ihrem Besitz“, aber „es gebe keine Beweise dafür und es wäre sicherlich eine hochgradige Verschwörung, wenn dies verschwiegen werde“. Die Abgeordneten Anna Paulina Luna und Tim Burchett wurden beauftragt, eine Anhörung durch einen Untersuchungsausschuss des Kongresses der Vereinigten Staaten (das U.S. House Subcommittee on National Security, the Border, and Foreign Affairs) als Reaktion auf die Behauptungen zu organisieren. Diese fand am 26. Juli 2023 statt.
Dabei sagte Grusch im Juli 2023 unter Eid vor dem US-Kongress aus, es habe jahrzehntelang ein streng geheimes Programm gegeben, um geborgene UFO-Teile zu untersuchen; die Regierung sei im Besitz von nicht-menschlichen Artefakten.
Unter diesen Fundstücken sollen sich insbesondere vollständig intakte Fahrzeuge befinden. Er habe ca. 40 Personen dazu befragt und im Laufe seiner jahrelangen Arbeit für die vom Pentagon eingesetzte UAP-Taskforce „überzeugende Beweise in Form von Fotografien und offiziellen Dokumentationen vorgelegt“ bekommen.
Zuvor getätigte Aussagen zu konkreten Fällen in den USA und Italien, die bis in die 1930er-Jahre zurückreichen sollen, wiederholte er hingegen nicht.
Zwei weitere angehörte Zeugen, die ehemalige Piloten der Marine Ryan Graves und David Fravor, sprachen von unidentifizierten Flugobjekten, die sie bei selbst geflogenen Einsätzen beobachtet hätten. David Fravor war dabei an einem Einsatz im Jahr 2004 beteiligt, bei welchem er sich einem weißen, Tic-Tac-förmigen Objekt genähert hatte, und zu dem im Rahmen eines im Jahr 2017 veröffentlichen New York Times Artikels auch Videoaufnahmen geleakt und später vom Pentagon als echt bestätigt und veröffentlicht wurden.
In seiner Eröffnungsrede betonte der Vorsitzende des Untersuchungsausschusses, Glenn Grothman, dass der Mangel an Transparenz im Zusammenhang mit unidentifizierten anomalen Phänomenen (UAPs) seit Jahrzehnten zu Spekulationen und Debatten geführt und das Vertrauen der Öffentlichkeit in die Institutionen, die dem amerikanischen Volk dienen und es schützen sollen, untergraben habe.
Im Anschluss an die Anhörung vom 26. Juli forderte eine überparteiliche Gruppe von US-Politikern die Einsetzung eines Sonderausschusses zu den UAPs mit Vorladungsbefugnis (subpoena power).

## Reaktionen und Kritik
Das Verteidigungsministerium der USA wies diese Angaben mit der Begründung zurück, dass es zurzeit keine überprüfbaren Informationen über die Existenz eines solchen Programms gebe. Der Nachfolger der UAP-Task Force, das All-domain Anomaly Resolution Office, dementierte die Aussagen Gruschs im Juni 2023 und sein Leiter Sean Kirkpatrick führte aus, man habe „bisher keine glaubwürdigen Beweise für außerirdische Aktivitäten, außerirdische Technologie oder Objekte gefunden […], die dem Bekannten widersprechen“. Kirkpatrick hat in einer zuvor erfolgten Veröffentlichung seinerseits über extraterrestrische Mutterschiffe spekuliert und die Möglichkeit von Aliens als das kleinere Übel dargestellt, da andernfalls die auch von ihm eingeräumten Sichtungen und Daten zu unidentifizierten Flugobjekten, die eine weit fortgeschrittene Technologie zu demonstrieren scheinen, auf Aktivitäten von feindlichen Nationen hindeuten könnten.
Einige US-Senatoren waren nicht über Gruschs spezifische Behauptungen besorgt, sondern darüber, dass der Kongress möglicherweise nicht über spezielle Zugangsprogramme informiert wurde. US-Senatorin Kirsten Gillibrand, die im April 2023 eine Senatsanhörung über UAPs leitete, sagte, sie beabsichtige, eine Anhörung abzuhalten, um zu prüfen, ob „abtrünnige SAP-Programme“ (Special access programs) existierten, „die niemand überwacht“.
US-Senator Marco Rubio, stellvertretender Vorsitzender des United States Senate Select Committee on Intelligence, sagte, „es gibt Leute, die sich gemeldet haben, um unserem Ausschuss in den letzten Jahren Informationen mitzuteilen“, mit „Wissen aus erster Hand“, und dass es sich dabei „möglicherweise um einige der gleichen Leute handelt“, auf die sich Grusch bezieht.
Senator Lindsey Graham fand die Behauptungen zweifelhaft: „Wenn wir so etwas tatsächlich gefunden hätten, wäre es unmöglich gewesen, so etwas zu verheimlichen.“
Seth Shostak, der leitende Astronom am SETI-Institut, bezeichnete die Behauptungen von Grusch als außergewöhnlich: „Wo aber sind die Beweise? Sie fehlen – weder Grusch noch sonst jemand, der behauptet, von geheimen UAP-Programmen der Regierung gewusst zu haben, war jemals in der Lage, öffentlich überzeugende Fotos zu produzieren, die in der Landschaft verteilte außerirdische Gerätschaften zeigen. Bedenken Sie, wir sprechen nicht von einer Cessna, die in ein Weizenfeld gefallen wäre. Wir sprechen vermutlich von einer außerirdischen interstellaren Rakete, die in der Lage ist, Milliarden Kilometer des Weltraums zu überbrücken, und über eine Technologie, die offensichtlich außerirdisch ist.“ Shostak schließt, aus wissenschaftlicher Sicht gebe es keinerlei Hinweis auf einen außerirdischen Besuch, nur ein Autoritätsargument. Grusch sage, sie seien hier; aber entweder könne er es nicht beweisen oder er wolle es nicht. Solange er es nicht tue, sollten seine Geschichten auch nur als solche betrachtet werden.